# Список запусків Р-7 (1965—1969)
Список запусків, включно зі спробами, ракет-носіїв сімейства Р-7 з 1965 по 1969 рік.
Стовпчик «Результат» показує результат саме запуску, аварії в польоті вказано у стовпчику «Примітки»
| Дата, час GMT              | Космодром         | Ракета-носій               | Серійний номер | Вантаж                                | Результат | Примітки |
| -------------------------- | ----------------- | -------------------------- | -------------- | ------------------------------------- | --------- | --- |
| 1965-ий рік                |                   |                            |                |                                       |           | |
| 11 січня 1965, 09:36       | Байконур, СК № 31 | Восток-2 (8А92)            | Р15002-03      | Космос-52 (Зеніт-2 № 26)              | Успіх     | Супутник фоторозвідки |
| 22 лютого 1965, 07:40      | Байконур, СК № 31 | Восход (11А57)             | Р15000-03      | Космос-57 (Восход-3КД № 1)            | Успіх     | Безпілотний космічний корабель Восход |
| 26 лютого 1965, 05:02      | Байконур, СК № 31 | Восток-2М (8А92М)          | Р15000-09      | Космос-58 (Метеор № 2)                | Успіх     | Технологічний метеорологічний супутник |
| 7 березня 1965, 09:07      | Байконур, СК № 31 | Восход (11А57)             | Р15001-05      | Космос-59 (Зеніт-4)                   | Успіх     | Супутник фоторозвідки |
| 12 березня 1965, 09:30     | Байконур, СК № 1  | Молнія-Л (8К78Л)           | Р103-25        | Космос-60 (Луна Є-6 № 9)              | Збій      | Не увімкнувся розгінний блок. Останній запуск РН Молнія-Л (8К78Л) |
| 18 березня 1965, 07:00     | Байконур, СК № 1  | Восход (11А57)             | Р15000-05      | Восход-2                              | Успіх     | Пілотований політ (двоє космонавтів). Перший у світі вихід у відкритий космос |
| 25 березня 1965, 10:04     | Байконур, СК № 31 | Восток-2 (8А92)            | Г15001-06      | Космос-64 (Зеніт-2 № 17)              | Успіх     | Супутник фоторозвідки |
| 10 квітня 1965,            | Байконур, СК № 1  | Молнія (8К78)              | Р103-26        | Луна-Є6 №8                            | Аварія    | Розгерметизація нагнітального трубопровода в розгінному блоці |
| 17 квітня 1965, 09:50      | Байконур, СК № 31 | Восход (11А57)             | Г15000-11      | Космос-65 (Зеніт-4)                   | Успіх     | Супутник фоторозвідки |
| 23 квітня 1965, 01:55      | Байконур, СК № 1  | Молнія (8К78)              | У103-35        | Молнія-1-01                           | Успіх     | Перший радянський супутник зв'язку |
| 7 травня 1965, 09:50       | Байконур, СК № 31 | Восток-2 (8А92)            | Р15002-04      | Космос-66 (Зеніт-2 № 27)              | Успіх     | Супутник фоторозвідки |
| 9 травня 1965, 07:49       | Байконур, СК № 1  | Молнія-М (8К78М)           | У103-30        | Луна-5                                | Успіх     | Не вдалось здійснити м'яку посадку на поверхню Місяця |
| 25 травня 1965, 10:48      | Байконур, СК № 31 | Восход (11А57)             | Р15001-04      | Космос-67 (Зеніт-4)                   | Успіх     | Супутник фоторозвідки |
| 8 червня 1965, 07:40       | Байконур, СК № 1  | Молнія-М (8К78М)           | У103-31        | Луна-6                                | Успіх     | Проліт повз Місяць |
| 15 червня 1965, 10:04      | Байконур, СК № 31 | Восток-2 (8А92)            | У15001-01      | Космос-68 (Зеніт-2 № 29)              | Успіх     | Супутник фоторозвідки |
| 25 червня 1965, 09:50      | Байконур, СК № 31 | Восход (11А57)             | Г15000-10      | Космос-69 (Зеніт-4)                   | Успіх     | Супутник фоторозвідки |
| 13 липня 1965,             | Байконур, СК № 31 | Восток-2 (8А92)            | Р15002-05      | Зеніт-2 № 28                          | Аварія    | Збій в системі управління третього ступеня |
| 18 липня 1965, 14:38       | Байконур, СК № 1  | Молнія (8К78)              |                | Зонд-3                                | Успіх     | Фото зворотного боку Місяця. Вихід на геліоцентричну орбіту |
| 3 серпня 1965, 11:02       | Байконур, СК № 31 | Восход (11А57)             | У15001-01      | Космос-77 (Зеніт-4)                   | Успіх     | Супутник фоторозвідки |
| 14 серпня 1965, 11:16      | Байконур, СК № 31 | Восток-2 (8А92)            | У15001-02      | Космос-78 (Зеніт-2 № 30)              | Успіх     | Супутник фоторозвідки |
| 25 серпня 1965, 10:19      | Байконур, СК № 1  | Восход (11А57)             | Р15001-06      | Космос-79 (Зеніт-4)                   | Успіх     | Супутник фоторозвідки |
| 9 вересня 1965, 09:36      | Байконур, СК № 31 | Восход (11А57)             | Р15001-02      | Космос-85 (Зеніт-4)                   | Успіх     | Супутник фоторозвідки |
| 23 вересня 1965, 09:07     | Байконур, СК № 31 | Восход (11А57)             | Р15001-03      | Космос-91 (Зеніт-4)                   | Успіх     | Супутник фоторозвідки |
| 4 жовтня 1965, 07:56       | Байконур, СК № 1  | Молнія (8К78)              | У103-27        | Луна-7                                | Успіх     | Зіткнення з поверхнею Місяця |
| 14 жовтня 1965, 19:40      | Байконур, СК № 1  | Молнія (8К78)              | У103-37        | Молнія-1-02                           | Успіх     | Супутник зв'язку |
| 16 жовтня 1965, 08:09      | Байконур, СК № 31 | Восход (11А57)             | У15001-04      | Космос-92 (Зеніт-4)                   | Успіх     | Супутник фоторозвідки. Біологічні експерименти |
| 28 жовтня 1965, 08:24      | Байконур, СК № 31 | Восход (11А57)             | У15001-03      | Космос-94 (Зеніт-4)                   | Успіх     | Супутник фоторозвідки. Біологічні експерименти |
| 12 листопада 1965, 05:02   | Байконур, СК № 31 | Молнія-М (8К78М)           |                | Венера-2                              | Успіх     | Проліт повз Венеру і вихід на геліоцентричну орбіту |
| 16 листопада 1965, 04:19   | Байконур, СК № 31 | Молнія-М (8К78М)           |                | Венера-3                              | Успіх     | Входження в атмосферу Венери |
| 23 листопада 1965, 03:21   | Байконур, СК № 31 | Молнія-М (8К78М)           |                | Космос-96 (Венера 3МВ-4 № 6)          | Аварія    | Збій в роботі третього ступеня |
| 27 листопада 1965, 08:24   | Байконур, СК № 31 | Восток-2 (8А92)            | У15001-05      | Космос-98 (Зеніт-2 № 31)              | Успіх     | Супутник фоторозвідки |
| 3 грудня 1965, 10:46       | Байконур, СК № 31 | Молнія (8К78)              | У103-28        | Луна-8                                | Успіх     | Останній запуск РН Молнія (8К78). Невдала спроба м'якої посадки на Місяць |
| 10 грудня 1965, 08:09      | Байконур, СК № 31 | Восток-2 (8А92)            | У15001-04      | Космос-99 (Зеніт-2 № 32)              | Успіх     | Супутник фоторозвідки |
| 14 грудня 1965,            | Плесецьк, СК № 41 | Р-7А (8К74)                |                | Макет боєголовки                      | Успіх     | Перший запуск з Плесецька. Випробування МБР |
| 17 грудня 1965, 02:24      | Байконур, СК № 31 | Восток-2М (8А92М)          | Р15000-31      | Космос-100 (Метеор № 3)               | Успіх     | Технологічний метеорологічний супутник |
| 21 грудня 1965,            | Плесецьк, СК № 43 | Р-7А (8К74)                |                | Макет боєголовки                      | Успіх     | Перший запуск в Плесецьку з майданчика № 43. Випробування МБР |
| 27 грудня 1965, 22:19      | Байконур, СК № 31 | Восход-2 (11A510) (11A510) | Г15000-01      | Космос-102                            | Успіх     | Прототип супутника УС-А. Перший запуск РН Восход-2 (11A510) |
| 1966-ий рік                |                   |                            |                |                                       |           | |
| 7 січня 1966, 08:24        | Байконур, СК № 31 | Восток-2 (8А92)            |                | Космос-104 (Зеніт-2 № 36)             | Успіх     | Супутник фоторозвідки |
| 22 січня 1966, 08:38       | Байконур, СК № 31 | Восток-2 (8А92)            |                | Космос-105 (Зеніт-2 № 38)             | Успіх     | Супутник фоторозвідки |
| 31 січня 1966, 11:41       | Байконур, СК № 31 | Молнія-М (8К78М)           | У103-32        | Луна-9                                | Успіх     | Перша у світі м'яка посадка на поверхню Місяця. Передача телевізійного зображення панорами |
| 10 лютого 1966, 08:52      | Байконур, СК № 31 | Восток-2 (8А92)            |                | Космос-107 (Зеніт-2 № 34)             | Успіх     | Супутник фоторозвідки |
| 19 лютого 1966, 08:52      | Байконур, СК № 31 | Восход (11А57)             |                | Космос-109 (Зеніт-4)                  | Успіх     | Супутник фоторозвідки. Біологічні експерименти |
| 22 лютого 1966, 20:09      | Байконур, СК № 31 | Восход (11А57)             | Р15000-06      | Космос-110 (Восход-3КВ № 5)           | Успіх     | Політ двох собак понад 20 діб. Підготовка до польоту Восхода-3 |
| 1 березня 1966, 11:03      | Байконур, СК № 31 | Молнія-М (8К78М)           | Н103-41        | Космос-111 (Луна Є-6С № 2)            | Збій      | Не увімкнувся розгінний блок |
| 17 березня 1966, 10:28     | Плесецьк, СК № 41 | Восток-2 (8А92)            | У15001-09      | Космос-112 (Зеніт-2 № 37)             | Успіх     | Супутник фоторозвідки |
| 21 березня 1966, 09:36     | Байконур, СК № 31 | Восход (11А57)             |                | Космос-113 (Зеніт-4)                  | Успіх     | Супутник фоторозвідки |
| 27 березня 1966,           | Байконур, СК № 31 | Молнія-М (8К78М)           | Н103-38        | Молнія-1 №5                           | Аварія    | Невдала спроба запуску супутника зв'язку |
| 31 березня 1966, 10:47     | Байконур, СК № 31 | Молнія-М (8К78М)           | Н103-42        | Луна-10                               | Успіх     | Перший у світі вихід на орбіту навколо Місяця |
| 6 квітня 1966, 11:40       | Плесецьк, СК № 41 | Восход (11А57)             | У15001-02      | Космос-114 (Зеніт-4)                  | Успіх     | Супутник фоторозвідки |
| 20 квітня 1966, 10:48      | Байконур, СК № 31 | Восток-2 (8А92)            |                | Космос-115 (Зеніт-2 № 35)             | Успіх     | Супутник фоторозвідки. Неправильна робота фотокамери |
| 25 квітня 1966, 07:12      | Байконур, СК № 31 | Молнія-М (8К78М)           | Н103-39        | Молнія-1-03                           | Успіх     | Супутник зв'язку |
| 6 травня 1966, 11:02       | Байконур, СК № 31 | Восток-2 (8А92)            | Н15001-01      | Космос-117 (Зеніт-2 № 39)             | Успіх     | Супутник фоторозвідки |
| 11 травня 1966, 14:09      | Байконур, СК № 31 | Восток-2М (8А92М)          |                | Космос-118 (Метеор № 3)               | Успіх     | Технологічний метеорологічний супутник |
| 17 травня 1966,            | Плесецьк, СК № 31 | Восход (11А57)             |                | (Зеніт-4)                             | Аварія    | Невдала спроба запуску супутника фоторозвідки |
| 27 травня 1966,            | Байконур, СК № 1  | Р-7А (8К74)                |                | Макет боєголовки                      | Успіх     | Випробування МБР |
| 8 червня 1966, 11:02       | Байконур, СК № 31 | Восход (11А57)             |                | Космос-120 (Зеніт-2 № 41)             | Успіх     | Супутник фоторозвідки |
| 17 червня 1966, 11:00      | Плесецьк, СК № 41 | Восход (11А57)             |                | Космос-121 (Зеніт-4)                  | Успіх     | Супутник фоторозвідки |
| 25 червня 1966,            | Байконур, СК № 1  | Р-7А (8К74)                |                | Макет боєголовки                      | Успіх     | Випробування МБР |
| 25 червня 1966, 10:30      | Байконур, СК № 31 | Восток-2М (8А92М)          | Н15000-21      | Космос-122 (Метеор № 5)               | Успіх     | Метеорологічний супутник |
| 14 липня 1966, 10:33       | Байконур, СК № 31 | Восход (11А57)             | Н15001-14      | Космос-124 (Зеніт-2 № 42)             | Успіх     | Супутник фоторозвідки |
| 20 липня 1966, 09:07       | Байконур, СК № 31 | Восход-2 (11A510)          | Г15000-02      | Космос-125 (УС-А)                     | Успіх     | Останній запуск РН Восход-2 (11A510) |
| 28 липня 1966, 10:48       | Байконур, СК № 31 | Восход (11А57)             | Н15001-01      | Космос-126 (Зеніт-4)                  | Успіх     | Супутник фоторозвідки |
| 8 серпня 1966, 11:16       | Байконур, СК № 31 | Восход (11А57)             | Н15001-13      | Космос-127(Зеніт-4)                   | Успіх     | Супутник фоторозвідки |
| 24 серпня 1966, 08:03      | Байконур, СК № 31 | Молнія-М (8К78М)           | Н103-43        | Луна-11                               | Успіх     | Дослідження Місяця з селеноцентричної орбіти |
| 27 серпня 1966, 09:50      | Байконур, СК № 1  | Восход (11А57)             | Н15001-03      | Космос-128 (Зеніт-4)                  | Успіх     | Супутник фоторозвідки |
| 16 вересня 1966            | Байконур, СК № 31 | Восток-2 (8А92)            |                | Зеніт-2 № 40                          | Аварія    | Невдала спроба запуску супутника фоторозвідки |
| 14 жовтня 1966, 12:13      | Плесецьк, СК № 41 | Восток-2 (8А92)            |                | Космос-129 (Зеніт-2 № 33)             | Успіх     | Супутник фоторозвідки |
| 20 жовтня 1966, 07:55      | Байконур, СК № 1  | Молнія-М (8К78М)           | Н103-40        | Молнія-1-04                           | Успіх     | Супутник зв'язку |
| 20 жовтня 1966, 08:52      | Байконур, СК № 31 | Восход (11А57)             | Н15001-04      | Космос-130 (Зеніт-4)                  | Успіх     | Супутник фоторозвідки |
| 22 жовтня 1966, 08:42      | Байконур, СК № 31 | Молнія-М (8К78М)           | Н103-44        | Луна-12                               | Успіх     | Фотографування Місяця з селеноцентричної орбіти |
| 12 листопада 1966, 09:50   | Плесецьк, СК № 41 | Восход (11А57)             | У15001-05      | Космос-131 (Зеніт-4)                  | Успіх     | Супутник фоторозвідки |
| 19 листопада 1966, 08:09   | Байконур, СК № 31 | Восток-2 (8А92)            | Н15001-08      | Космос-132 (Зеніт-2 № 46)             | Успіх     | Супутник фоторозвідки |
| 28 листопада 1966, 11:00   | Байконур, СК № 31 | Союз (11A511)              | У15000-02      | Космос-133 (Союз 7К-ОК № 2)           | Успіх     | Безпілотний космічний корабель Союз. Самознищився при входженні в атмосферу. Перший запуск РН Союз (11A511) |
| 3 грудня 1966, 08:09       | Байконур, СК № 31 | Восход (11А57)             | Н15001-06      | Космос-134 (Зеніт-4)                  | Успіх     | Супутник фоторозвідки. Наукові експерименти |
| 14 грудня 1966, 11:00      | Байконур, СК № 31 | Союз (11A511)              | У15000-01      | Союз 7К-ОК №1                         | Аварія    | Вибух ракети-носія. Спрацювала система аварійного порятунку |
| 19 грудня 1966, 12:00      | Плесецьк, СК № 41 | Восток-2 (8А92)            | Н15001-09      | Космос-136 (Зеніт-2 № 47)             | Успіх     | Супутник фоторозвідки. Наукові експерименти |
| 21 грудня 1966, 10:17      | Байконур, СК № 1  | Молнія-М (8К78М)           | Н103-45        | Луна-13                               | Успіх     | М'яка посадка на Місяць. Телевізійне зображення панорами |
| 1967-ий рік                |                   |                            |                |                                       |           | |
| 19 січня 1967, 12:39       | Плесецьк, СК № 41 | Восток-2 (8А92)            | Н15001-05      | Космос-138 (Зеніт-2 № 43)             | Успіх     | Супутник фоторозвідки |
| 7 лютого 1967, 03:20       | Байконур, СК № 1  | Союз (11A511)              | У15000-03      | Космос-140 (Союз 7К-ОК № 3)           | Успіх     | Безпілотний космічний корабель Союз. Прогорання дна при посадці |
| 8 лютого 1967, 10:19       | Плесецьк, СК № 41 | Восход (11А57)             | Н15001-09      | Космос-141 (Зеніт-4)                  | Успіх     | Супутник фоторозвідки |
| 27 лютого 1967, 08:45      | Байконур, СК № 1  | Восток-2 (8А92)            | У15001-03      | Космос-143 (Зеніт-2 № 45)             | Успіх     | Супутник фоторозвідки. Наукові експерименти |
| 28 лютого 1967, 14:34      | Плесецьк, СК № 41 | Восток-2М (8А92М)          | Н15000-55      | Космос-144 (Метеор № 6)               | Успіх     | Метеорологічний супутник |
| 13 березня 1967, 12:10     | Плесецьк, СК № 41 | Восток-2 (8А92)            | Н15001-06      | Космос-147 (Зеніт-2 № 44)             | Успіх     | Супутник фоторозвідки |
| 22 березня 1967, 12:44     | Плесецьк, СК № 41 | Восход (11А57)             | Н15001-07      | Космос-150 (Зеніт-4)                  | Успіх     | Супутник фоторозвідки |
| 4 квітня 1967, 14:00       | Плесецьк, СК № 41 | Восток-2 (8А92)            | Я15001-01      | Космос-153 (Зеніт-2 № 48)             | Успіх     | Супутник фоторозвідки |
| 12 квітня 1967, 10:51      | Н15001-08         | Восход (11А57)             | Н15001-08      | Космос-155 (Зеніт-4)                  | Успіх     | Супутник фоторозвідки |
| 23 квітня 1967, 00:35      | Байконур, СК № 1  | Союз (11A511)              | У15000-04      | Союз-1                                | Успіх     | Пілотований політ. Космонавт Комаров Володимир Михайлович. При посадці не розкрився парашут, космонавт загинув |
| 27 квітня 1967, 12:50      | Плесецьк, СК № 41 | Восток-2М (8А92М)          | Р15000-22      | Космос-156 (Метеор № 7)               | Успіх     | Метеорологічний супутник |
| 12 травня 1967, 10:30      | Байконур, СК № 1  | Восток-2 (8А92)            |                | Космос-157 (Зеніт-2 № 49)             | Успіх     | Супутник фоторозвідки. Неякісні зображення з однієї камери |
| 16 травня 1967, 21:43      | Байконур, СК № 1  | Молнія-М (8К78М)           | Я716-56        | Космос-159 (Луна Є-6ЛС № 111)         | Успіх     | Випробування обладнання для зв'язку з пілотованим апаратом при польоті до Місяця |
| 22 травня 1967, 14:00      | Плесецьк, СК № 41 | Восход (11А57)             | Я15001-12      | Космос-161 (Зеніт-4)                  | Успіх     | Супутник фоторозвідки |
| 24 травня 1967, 22:50      | Байконур, СК № 1  | Молнія-М (8К78М)           |                | Молнія-1-05                           | Успіх     | Супутник зв'язку |
| 1 червня 1967, 10:40       | Байконур, СК № 1  | Восход (11А57)             | Я15001-11      | Космос-162 (Зеніт-4)                  | Успіх     | Супутник фоторозвідки |
| 8 червня 1967, 13:00       | Плесецьк, СК № 41 | Восход (11А57)             | Я15001-13      | Космос-164 (Зеніт-2 № 50)             | Успіх     | Супутник фоторозвідки |
| 12 червня 1967, 02:39      | Байконур, СК № 1  | Молнія-М (8К78М)           |                | Венера-4                              | Успіх     | Проходження крізь атмосферу Венери |
| 17 червня 1967, 02:36      | Байконур, СК № 1  | Молнія-М (8К78М)           |                | Космос-167 (Венера-1В (В-67) № 311)   | Збій      | Не увімкнувся двигун розгінного блока |
| 20 червня 1967             | Плесецьк, СК № 41 | Восход (11А57)             | Я15001-13      | Зеніт-4                               | Аварія    | Невдала спроба запуску супутника фоторозвідки |
| 4 липня 1967, 05:59        | Байконур, СК № 31 | Восход (11А57)             | Я15001-05      | Космос-168 (Зеніт-2 № 52)             | Успіх     | Супутник фоторозвідки |
| 21 липня 1967              | Байконур, СК № 31 | Восход (11А57)             | Я15001-14      | Зеніт-4                               | Аварія    | Невдала спроба запуску супутника фоторозвідки |
| 25 липня 1967              | Плесецьк, СК № 43 | Р-7А (8К74)                |                | Макет боєголовки                      | Успіх     | Випробування МБР. Останній політ РН Р-7А (8К74). Перший запуск в Плесецьку з Майданчика № 43 |
| 9 серпня 1967, 05:45       | Байконур, СК № 1  | Восход (11А57)             | Я15001-15      | Космос-172 (Зеніт-4)                  | Успіх     | Супутник фоторозвідки |
| 31 серпня 1967, 08:00      | Байконур, СК № 1  | Молнія-М (8К78М)           |                | Космос-174 (Молнія-1)                 | Збій      | Виведено на неправильну орбіту |
| 1 вересня 1967, 10:30      | Плесецьк, СК № 41 | Восход (11А57)             | Я15001-03      | Зеніт-2 № 51                          | Аварія    | Вимкнувся двигун третього ступеня |
| 11 вересня 1967, 10:30     | Плесецьк, СК № 41 | Восход (11А57)             | Я15002-11      | Космос-175 (Зеніт-4)                  | Успіх     | Супутник фоторозвідки |
| 16 вересня 1967, 06:06     | Байконур, СК № 1  | Восход (11А57)             | Я15001-06      | Космос-177 (Зеніт-2 № 53)             | Успіх     | Супутник фоторозвідки |
| 26 вересня 1967, 10:20     | Плесецьк, СК № 41 | Восход (11А57)             | Я15001-07      | Космос-180 (Зеніт-2 № 54)             | Успіх     | Супутник фоторозвідки |
| 3 жовтня 1967, 05:00       | Байконур, СК № 1  | Молнія-М (8К78М)           | Я716-83        | Молнія-1-06                           | Успіх     | Супутник зв'язку |
| 11 жовтня 1967, 11:30      | Плесецьк, СК № 41 | Восход (11А57)             | Я15002-01      | Космос-181 (Зеніт-2 № 55)             | Успіх     | Супутник фоторозвідки |
| 16 жовтня 1967, 08:00      | Байконур, СК № 31 | Восход (11А57)             |                | Космос-182 (Зеніт-4)                  | Успіх     | Супутник фоторозвідки |
| 22 жовтня 1967, 08:40      | Байконур, СК № 1  | Молнія-М (8К78М)           | Я716-82        | Молнія-1-07                           | Успіх     | Супутник зв'язку |
| 24 жовтня 1967, 22:49      | Плесецьк, СК № 41 | Восток-2М (8А92М)          | Н15000-56      | Космос-184 (Метеор № 8)               | Успіх     | Метеорологічний супутник |
| 27 жовтня 1967, 09:29      | Байконур, СК № 31 | Союз (11A511)              |                | Космос-186 (Союз 7К-ОК № 6)           | Успіх     | Безпілотні космічні кораблі Союз. Перше у світі автоматичне стикування (Союз-186 і 188). Не відбулось механічного стягування апаратів                                                                                        |
| 30 жовтня 1967, 08:12      | Байконур, СК № 1  | Союз (11A511)              |                | Космос-188 (Союз 7К-ОК № 5)           | Успіх     | Безпілотні космічні кораблі Союз. Перше у світі автоматичне стикування (Союз-186 і 188). Не відбулось механічного стягування апаратів                                                                                        |
| 3 листопада 1967, 11:20    | Плесецьк, СК № 41 | Восход (11А57)             | Я15001-16      | Космос-190 (Зеніт-4)                  | Успіх     | Супутник фоторозвідки |
| 25 листопада 1967, 11:30   | Плесецьк, СК № 41 | Восход (11А57)             | Я15002-04      | Космос-193 (Зеніт-2 № 58)             | Успіх     | Супутник фоторозвідки |
| 3 грудня 1967, 12:00       | Плесецьк, СК № 41 | Восход (11А57)             | Я15002-13      | Космос-194 (Зеніт-4)                  | Успіх     | Супутник фоторозвідки |
| 16 грудня 1967, 12:00      | Плесецьк, СК № 41 | Восход (11А57)             | Я15002-03      | Космос-195 (Зеніт-2 № 57)             | Успіх     | Супутник фоторозвідки |
| 1968-ий рік                |                   |                            |                |                                       |           | |
| 16 січня 1968, 12:00       | Плесецьк, СК № 41 | Восход (11А57)             |                | Космос-199 (Зеніт-2 № 59)             | Успіх     | Супутник фоторозвідки не відокремився від третього ступеня |
| 6 лютого 1968, 08:00       | Байконур, СК № 31 | Восход (11А57)             |                | Космос-201 (Зеніт-4)                  | Успіх     | Супутник фоторозвідки |
| 7 лютого 1968, 10:43       | Байконур, СК № 1  | Молнія-М (8К78М)           | Я716-57        | Луна Є-6ЛС №112                       | Аварія    | Достроково вимкнувся двигун третього ступеня |
| 5 березня 1968, 12:30      | Плесецьк, СК № 41 | Восход (11А57)             | Я15002-02      | Космос-205 (Зеніт-2 № 56)             | Успіх     | Супутник фоторозвідки |
| 14 березня 1968, 09:34     | Плесецьк, СК № 41 | Восток-2М (8А92М)          | Г15000-03      | Космос-206 (Метеор № 9)               | Успіх     | Метеорологічний супутник |
| 16 березня 1968, 12:30     | Плесецьк, СК № 41 | Восход (11А57)             | Я15002-12      | Космос-207 (Зеніт-4)                  | Успіх     | Супутник фоторозвідки |
| 21 березня 1968, 09:50     | Байконур, СК № 1  | Восход (11А57)             |                | Космос-208 (Зеніт-2М) Наука 1КС №1    | Успіх     | Перший запуск модернізованого супутника фоторозвідки і перший супутник-контейнер Наука |
| 3 квітня 1968, 11:00       | Плесецьк, СК № 41 | Восход (11А57)             | Я15002-06      | Космос-210 (Зеніт-2 № 60)             | Успіх     | Супутник фоторозвідки |
| 7 квітня 1968, 10:09       | Байконур, СК № 1  | Молнія-М (8К78М)           | Я716-58        | Луна-14                               | Успіх     | Перевірка системи зв'язку з майбутнім пілотованим апаратом на орбіті Місяця |
| 14 квітня 1968, 10:00      | Байконур, СК № 31 | Союз (11A511)              |                | Космос-212 (Союз 7К-ОК № 8)           | Успіх     | Безпілотні космічні кораблі Союз. Успішне автоматичне стикування |
| 15 квітня 1968, 09:34      | Байконур, СК № 1  | Союз (11A511)              |                | Космос-213 (Союз 7К-ОК № 7)           | Успіх     | Безпілотні космічні кораблі Союз. Успішне автоматичне стикування |
| 18 квітня 1968, 10:30      | Плесецьк, СК № 41 | Восход (11А57)             | В15001-12      | Космос-214 (Зеніт-4)                  | Успіх     | Супутник фоторозвідки |
| 20 квітня 1968, 10:30      | Байконур, СК № 31 | Восход (11А57)             |                | Космос-216 (Зеніт-2 № 62)             | Успіх     | Супутник фоторозвідки. Кабіна приземлилась в річку Волга і затонула. Пошкодилось 85% даних |
| 21 квітня 1968, 04:20      | Байконур, СК № 1  | Молнія-М (8К78М)           | Я716-84        | Молнія-1-08                           | Успіх     | Супутник зв'язку |
| 1 червня 1968, 10:50       | Плесецьк, СК № 41 | Восход (11А57)             | В15001-02      | Космос-223 (Зеніт-2 № 63)             | Успіх     | Супутник фоторозвідки |
| 4 червня 1968, 0645        | Байконур, СК № 31 | Восход (11А57)             |                | Космос-224 (Зеніт-4)                  | Успіх     | Супутник фоторозвідки |
| 12 червня 1968, 13:14      | Плесецьк, СК № 41 | Восток-2М (8А92М)          | Н15000-58      | Космос-226 (Метеор № 10)              | Успіх     | Метеорологічний супутник |
| 18 червня 1968, 06:15      | Байконур, СК № 31 | Восход (11А57)             |                | Космос-227 (Зеніт-4)                  | Успіх     | Супутник фоторозвідки |
| 21 червня 1968, 12:00      | Байконур, СК № 1  | Восход (11А57)             |                | Космос-228 (Зеніт-2М) Наука 1КС №2    | Успіх     | Супутник фоторозвідки і супутник-контейнер |
| 26 червня 1968, 11:00      | Плесецьк, СК № 41 | Восход (11А57)             | Я15002-15      | Космос-229 (Зеніт-4)                  | Успіх     | Супутник фоторозвідки |
| 5 липня 1968, 15:25        | Байконур, СК № 1  | Молнія-М (8К78М)           | Я716-85        | Молнія-1-09                           | Успіх     | Супутник зв'язку |
| 10 липня 1968, 19:49       | Байконур, СК № 31 | Восход (11А57)             |                | Космос-231 (Зеніт-2 № 64)             | Успіх     | Супутник фоторозвідки |
| 16 липня 1968, 13:10       | Плесецьк, СК № 41 | Восход (11А57)             | В15001-14      | Космос-232 (Зеніт-4)                  | Успіх     | Супутник фоторозвідки |
| 30 липня 1968, 07:00       | Байконур, СК № 31 | Восход (11А57)             |                | Космос-234 (Зеніт-4)                  | Успіх     | Супутник фоторозвідки |
| 9 серпня 1968, 07:00       | Байконур, СК № 31 | Восход (11А57)             |                | Космос-235 (Зеніт-2 № 61)             | Успіх     | Супутник фоторозвідки. При посадці не розкрився парашут. Було пошкоджено 30% плівки |
| серпня 1968, 27 1229?      | Плесецьк, СК № 41 | Восход (11А57)             | Я15002-17      | Космос-237 (Зеніт-4)                  | Успіх     | Супутник фоторозвідки |
| серпня 1968, 28 1000:00    | Байконур, СК № 31 | Союз (11A511)              |                | Космос-238 (Союз 7К-ОК № 9)           | Успіх     | Випробування безпілотного космічного корабля Союз |
| 5 вересня 1968, 0700?      | Байконур, СК № 31 | Восход (11А57)             |                | Космос-239 (Зеніт-4)                  | Успіх     | Супутник фоторозвідки |
| 14 вересня 1968, 0650:00   | Байконур, СК № 31 | Восход (11А57)             |                | Космос-240 (Зеніт-2 № 66)             | Успіх     | Супутник фоторозвідки |
| 16 вересня 1968, 1230?     | Плесецьк, СК № 41 | Восход (11А57)             | В15001-16      | Космос-241 (Зеніт-4)                  | Успіх     | Супутник фоторозвідки |
| 23 вересня 1968, 0739?     | Байконур, СК № 1  | Восход (11А57)             |                | Космос-243 (Зеніт-2М) Наука 2КС №1    | Успіх     | Супутник фоторозвідки і супутник-контейнер |
| 5 жовтня 1968, 0032?       | Байконур, СК № 1  | Молнія-М (8К78М)           | Я716-86        | Молнія-1-10                           | Успіх     | Супутник зв'язку |
| 7 жовтня 1968, 1205?       | Плесецьк, СК № 41 | Восход (11А57)             | В15002-11      | Космос-246 (Зеніт-4)                  | Успіх     | Супутник фоторозвідки |
| 11 жовтня 1968, 1205:01    | Плесецьк, СК № 41 | Восход (11А57)             | В15001-04      | Космос-247 (Зеніт-2 № 65)             | Успіх     | Супутник фоторозвідки |
| 25 жовтня 1968, 0900:00    | Байконур, СК № 1  | Союз (11A511)              |                | Союз-2                                | Успіх     | Безпілотний космічний корабель Союз. Невдала спроба стикування з Союзом-3 |
| 26 жовтня 1968, 0834:18    | Байконур, СК № 31 | Союз (11A511)              | Я15000-010     | Союз-3                                | Успіх     | Пілотований політ. Космонавт Береговий Георгій Тимофійович. Невдала спроба стикування з Союзом-2 |
| 31 жовтня 1968, 0914?      | Байконур, СК № 1  | Восход (11А57)             |                | Космос-251 (Зеніт-4М № 1)             | Успіх     | Супутник фоторозвідки. Виведено капсулу для радіоастрономічних і рентгенівських досліджень. Двигуни організації дозволяли змінювати орбіту кілька разів впродовж польоту                                                     |
| 13 листопада 1968, 1200:01 | Плесецьк, СК № 41 | Восход (11А57)             | В15001-006     | Космос-253 (Зеніт-2 № 67)             | Успіх     | Супутник фоторозвідки. В польоті неконтрольовано розкрився люк. Рівень радіації перевищував нормальний втричі. Було знищено 53% даних                                                                                        |
| 21 листопада 1968, 1210?   | Плесецьк, СК № 41 | Восход (11А57)             | В15001-017     | Космос-254 (Зеніт-4)                  | Успіх     | Супутник фоторозвідки |
| 29 листопада 1968, 1240:34 | Плесецьк, СК № 41 | Восход (11А57)             | В15001-007     | Космос-255 (Зеніт-2 № 68)             | Успіх     | Супутник фоторозвідки |
| 10 грудня 1968, 0825:01    | Байконур, СК № 31 | Восход (11А57)             |                | Космос-258 (Зеніт-2 № 69)             | Успіх     | Супутник фоторозвідки |
| 16 грудня 1968, 0915?      | Байконур, СК № 1  | Молнія-М (8К78М)           | Я716-87        | Космос-260 (Молнія-1)                 | Успіх     | Супутник зв'язку, виведений на неправильну орбіту |
| 1969-ий рік                |                   |                            |                |                                       |           | |
| 5 січня 1969, 06:28        | Байконур, СК №1   | Молнія-М (8К78М)           |                | Венера-5                              | Успіх     | Дослідження атмосфери Венери. Доставлено вимпел |
| січня 10 1969, 05:51       | Байконур, СК №1   | Молнія-М (8К78М)           |                | Венера-6                              | Успіх     | Дослідження атмосфери Венери. Доставлено вимпел |
| 12 січня 1969, 12:10       | Плесецьк, СК №41  | Восход (11А57)             | Я15002-002     | Космос-263 (Зеніт-2 №70)              | Успіх     | Супутник фоторозвідки |
| 14 січня 1969, 07:30       | Байконур, СК №31  | Союз (11A511)              | Я15000-012     | Союз-4                                | Успіх     | Пілотований політ. Один космонавт при запуску. Перше у світі стикування двох пілотованих кораблів (Союз-4 і -5). Перший у світі перехід двох членів екіпажу з одного корабля в інший. При посадці троє космонавтів           |
| 15 січня 1969, 07:04       | Байконур, СК №1   | Союз (11A511)              | Я15000-011     | Союз-5                                | Успіх     | Пілотований політ. Троє космонавтівкосмонавт при запуску. Перше у світі стикування двох пілотованих кораблів (Союз-4 і -5). Перший у світі перехід двох членів екіпажу з одного корабля в інший. Один космонавт при посадці. |
| 23 січня 1969, 09:15       | Байконур, СК №1   | Восход (11А57)             |                | Космос-264 (Зеніт-4М)                 | Успіх     | Супутник фоторозвідки. Виведено капсулу для радіоастрономічних і рентгенівських досліджень. Двигуни організації дозволяли змінювати орбіту кілька разів впродовж польоту                                                     |
| 1 лютого 1969, 12:11       | Плесецьк, СК №41  | Восток-2М (8А92М)          | В15000-060     | Метеор №11                            | Аварія    | Збій в роботі третього ступеня |
| 25 лютого 1969, 10:20      | Плесецьк, СК №41  | Восход (11А57)             | В15002-003     | Космос-266 (Зеніт-2 №71)              | Успіх     | Супутник фоторозвідки |
| 26 лютого 1969, 08:30      | Байконур, СК №31  | Восход (11А57)             |                | Космос-267 (Зеніт-4)                  | Успіх     | Супутник фоторозвідки |
| 6 березня 1969, 12:15      | Плесецьк, СК №41  | Восход (11А57)             | В15002-013     | Космос-270 (Зеніт-4)                  | Успіх     | Супутник фоторозвідки |
| 15 березня 1969, 12:15     | Плесецьк, СК №41  | Восход (11А57)             | В15002-012     | Космос-271 (Зеніт-4)                  | Успіх     | Супутник фоторозвідки |
| 22 березня 1969, 12:15     | Плесецьк, СК №41  | Восход (11А57)             | В15002-009     | Космос-273 (Зеніт-2 №77).             | Успіх     | Супутник фоторозвідки |
| 24 березня 1969, 10:10     | Байконур, СК №31  | Восход (11А57)             |                | Космос-274 (Зеніт-4)                  | Успіх     | Супутник фоторозвідки. Наукові експерименти |
| 26 березня 1969, 12:30     | Плесецьк, СК №41  | Восток-2М (8А92М)          | Р15000-004     | Метеор-1-1                            | Успіх     | Метеорологічний супутник |
| 4 квітня 1969, 10:20       | Плесецьк, СК №41  | Восход (11А57)             | В15002-015     | Космос-276 (Зеніт-4)                  | Успіх     | Супутник фоторозвідки |
| 9 квітня 1969, 13:00       | Плесецьк, СК №41  | Восход (11А57)             | В15002-010     | Космос-278 (Зеніт-2 №78)              | Успіх     | Супутник фоторозвідки |
| 11 квітня 1969, 02:30      | Байконур, СК №1   | Молнія-М (8К78М)           | Я716-88        | Молнія-1-11                           | Успіх     | Супутник зв'язку |
| 15 квітня 1969, 08:14      | Байконур, СК №1   | Восход (11А57)             |                | Космос-279 (Зеніт-4)                  | Успіх     | Супутник фоторозвідки |
| 23 квітня 1969, 09:55      | Байконур, СК №1   | Восход (11А57)             |                | Космос-280 (Зеніт-4М)                 | Успіх     | Супутник фоторозвідки |
| 13 травня 1969, 09:15      | Плесецьк, СК №41  | Восход (11А57)             | В15002-004     | Космос-281 (Зеніт-2 №72)              | Успіх     | Супутник фоторозвідки |
| 20 травня 1969, 08:40      | Плесецьк, СК №41  | Восход (11А57)             | В15002-017     | Космос-282 (Зеніт-4)                  | Успіх     | Супутник фоторозвідки |
| 29 травня 1969, 06:59      | Байконур, СК №31  | Восход (11А57)             |                | Космос-284 (Зеніт-4)                  | Успіх     | Супутник фоторозвідки |
| 15 червня 1969, 08:59      | Плесецьк, СК №41  | Восход (11А57)             | Ю15001-012     | Космос-286 (Зеніт-4)                  | Успіх     | Супутник фоторозвідки |
| 24 червня 1969, 06:50      | Байконур, СК №31  | Восход (11А57)             |                | Космос-287 (Зеніт-2 №76)              | Успіх     | Супутник фоторозвідки |
| 27 червня 1969, 06:59      | Байконур, СК №1   | Восход (11А57)             |                | Космос-288 (Зеніт-4)                  | Успіх     | Супутник фоторозвідки |
| 10 липня 1969, 09:00       | Плесецьк, СК №41  | Восход (11А57)             | В15002-016     | Космос-289 (Зеніт-4)                  | Успіх     | Супутник фоторозвідки |
| 22 липня 1969, 12:30       | Плесецьк, СК №41  | Восход (11А57)             | В15002-007     | Космос-290 (Зеніт-2 №75)              | Успіх     | Супутник фоторозвідки |
| 22 липня 1969, 12:55       | Байконур, СК №1   | Молнія-М (8К78М)           | Я716-89        | Молнія-1-12                           | Успіх     | Супутник фоторозвідки |
| 16 серпня 1969, 11:59      | Байконур, СК №31  | Восход (11А57)             |                | Космос-293 (Зеніт-2М)                 | Успіх     | Супутник фоторозвідки |
| 19 серпня 1969, 13:00      | Плесецьк, СК №41  | Восход (11А57)             | Ю15001-015     | Космос-294 (Зеніт-4) Наука 5КС №1     | Успіх     | Супутник фоторозвідки і супутник-контейнер |
| 29 серпня 1969, 09:05      | Байконур, СК №31  | Восход (11А57)             |                | Космос-296 (Зеніт-4)                  | Успіх     | Супутник фоторозвідки |
| 2 вересня 1969, 11:00      | Плесецьк, СК №41  | Восход (11А57)             | Ю15001-016     | Космос-297 (Зеніт-4)                  | Успіх     | Супутник фоторозвідки |
| 18 вересня 1969, 08:40     | Байконур, СК №31  | Восход (11А57)             |                | Космос-299 (Зеніт-4)                  | Успіх     | Супутник фоторозвідки |
| 24 вересня 1969, 12:15     | Плесецьк, СК №41  | Восход (11А57)             | Ю15001-001     | Космос-301 (Зеніт-2 №79)              | Успіх     | Супутник фоторозвідки |
| 6 жовтня 1969, 01:45       | Плесецьк, СК №41  | Восток-2М (8А92М)          | В15000-061     | Метеор-1-2                            | Успіх     | Метеорологічний супутник |
| 11 жовтня 1969, 11:10      | Байконур, СК №31  | Союз (11A511)              | В15000-14      | Союз-6                                | Успіх     | Пілотований політ. Двоє космонавтів. Перший у світі одночасний політ трьох космічних кораблів. Перше у світі зварювання у космічному вакуумі                                                                                 |
| 12 жовтня 1969, 10:44      | Байконур, СК №1   | Союз (11A511)              | Ю15000-19      | Союз-7                                | Успіх     | Пілотований політ. Троє космонавтів. Невдала спроба стикування з Союзом-8 |
| 13 жовтня 1969, 10:19      | Байконур, СК №31  | Союз (11A511)              | Ю15000-18      | Союз-8                                | Успіх     | Пілотований політ. Двоє космонавтів. Невдала спроба стикування з Союзом-7 |
| 17 жовтня 1969, 11:45      | Плесецьк, СК №41  | Восход (11А57)             | Ю15001-019     | Космос-302 (Зеніт-4)                  | Успіх     | Супутник фоторозвідки |
| 24 жовтня 1969, 09:40      | Байконур, СК №1   | Восход (11А57)             |                | Космос-306 (Зеніт-2М)                 | Успіх     | Супутник фоторозвідки |
| 12 листопада 1969, 11:30   | Плесецьк, СК №41  | Восход (11А57)             | Ю15001-002     | Космос-309 (Зеніт-2 №80) Наука 3КС №1 | Успіх     | Супутник фоторозвідки і супутник-контейнер |
| 15 листопада 1969, 08:30   | Байконур, СК №31  | Восход (11А57)             |                | Космос-310 (Зеніт-4)                  | Успіх     | Супутник фоторозвідки |
| 3 грудня 1969, 13:20       | Плесецьк, СК №43  | Восход (11А57)             | Ю15002-027     | Космос-313 (Зеніт-2М)                 | Успіх     | Супутник фоторозвідки |
| 23 грудня 1969, 13:50      | Плесецьк, СК №41  | Восход (11А57)             | В15001-001     | Космос-317 (Зеніт-4МК)                | Успіх     | Перший політ нової версії супутника фоторозвідки |